# Непал, Мадхав Кумар
Мадхав Кумар Непал (непальск. माधवकुमार नेपाल, род. 6 марта 1953) — непальский политик, премьер-министр Непала с 25 мая 2009 по 3 февраля 2011 года. Настоящая фамилия — Упадхьяя (от неё он отказался, так как она указывала на происхождение от привилегированной касты, входящей в варну брахманов).

## Политическая биография
В 1969 году присоединился к подпольному коммунистическому движению.
В 1971 году вошёл в Непальскую революционную организацию (марксистско-ленинскую), с которой в 1975 году влился во Всенепальский коммунистический революционный координационный комитет (марксистско-ленинский), на базе которого в 1978 году была создана Коммунистическая партия Непала (марксистско-ленинская), членом Политбюро которой стал М. К. Непал.
В течение 15 лет пребывал на посту генерального секретаря Коммунистической партии Непала (Объединённой марксистско-ленинской) (1993—2008).
Возглавлял парламентскую оппозицию в 1991—1999 годах, за исключением 1994—1995 годов, когда был вице-премьером в коммунистическом правительстве Мана Мохана Адхикари.
В 2008 году КПН (ОМЛ) предлагала его кандидатуру в президенты Непала.
25 мая 2009 года после отставки лидера Объединённой коммунистической партии Непала (маоистской) Прачанды возглавил второе правительство в истории республиканского Непала — на безальтернативном голосовании за него отдали свои голоса представители 22 из 25 парламентских политических сил (представители крупнейшей компартии, маоистской, покинули зал заседаний в знак протеста). М. К. Непал вернулся практически из политического небытия — после того, как он 12 апреля 2008 года он был вынужден покинуть пост генсека КПН (омл) из-за провала в обоих выборных округах, на которых он баллотировался и проиграл кандидатам от маоистов.
29 мая 2010 года Мадхав Кумар заявил, что готов уйти в отставку. Такое решение было принято после того, как он предложил продлить срок работы парламента Непала, а три основные непальские политические партии договорились действовать вместе для предотвращения политического кризиса. 30 июня Мадхав Кумар подал в отставку, по продолжал возглавлять Временное правительство Непала до февраля 2011 года, когда был избран официальный премьер-министр страны.